# Vietnam Veterans Plaza

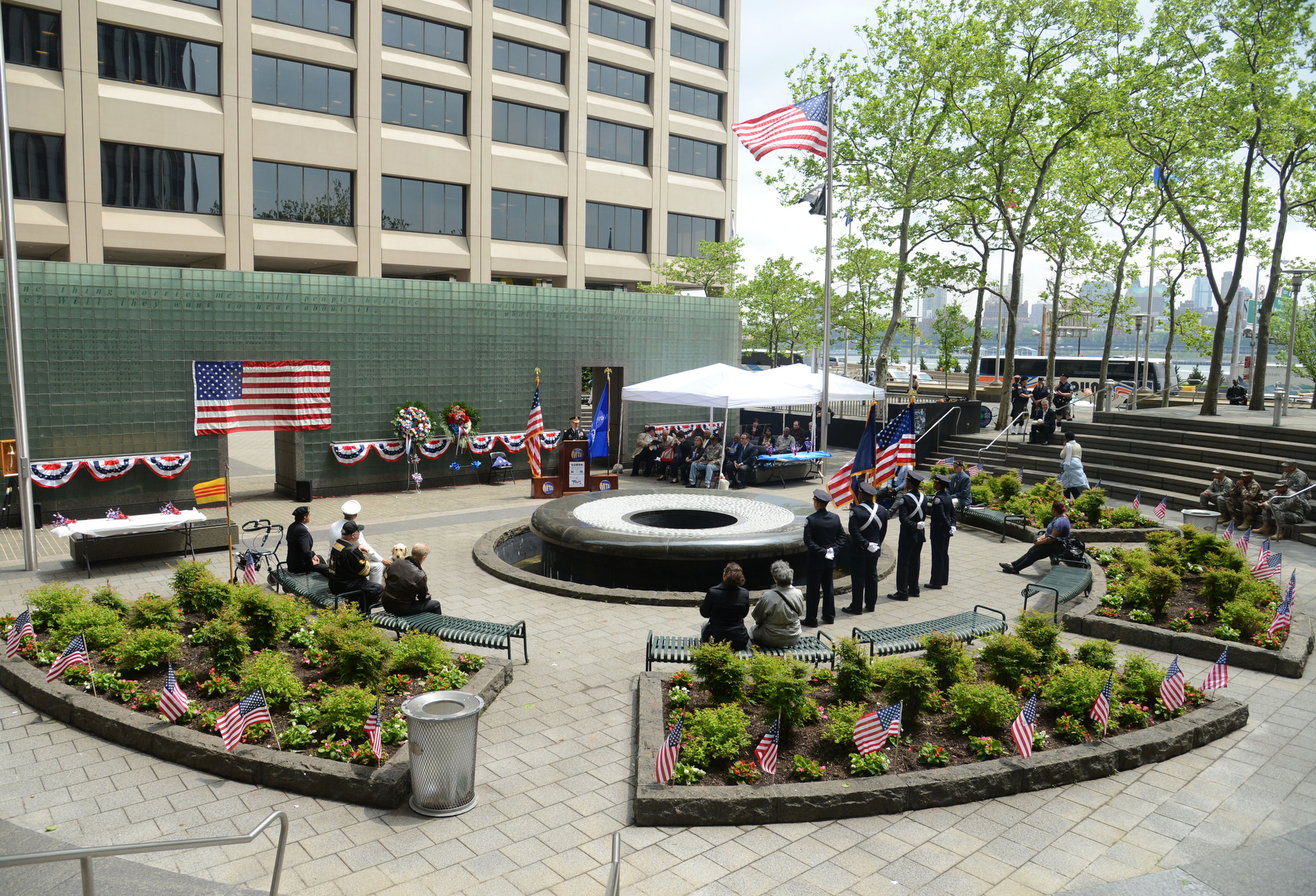
Vietnam Veterans Plaza

Der Vietnam Veterans Plaza (früher Jeannette Park) ist ein Platz und Park im Finanzdistrikt von Manhattan, New York City. Er ist ein Gedenkort, der die Bürger der Stadt ehrt, die im 20. Jahrhundert im Vietnamkrieg gedient haben.

## Lage

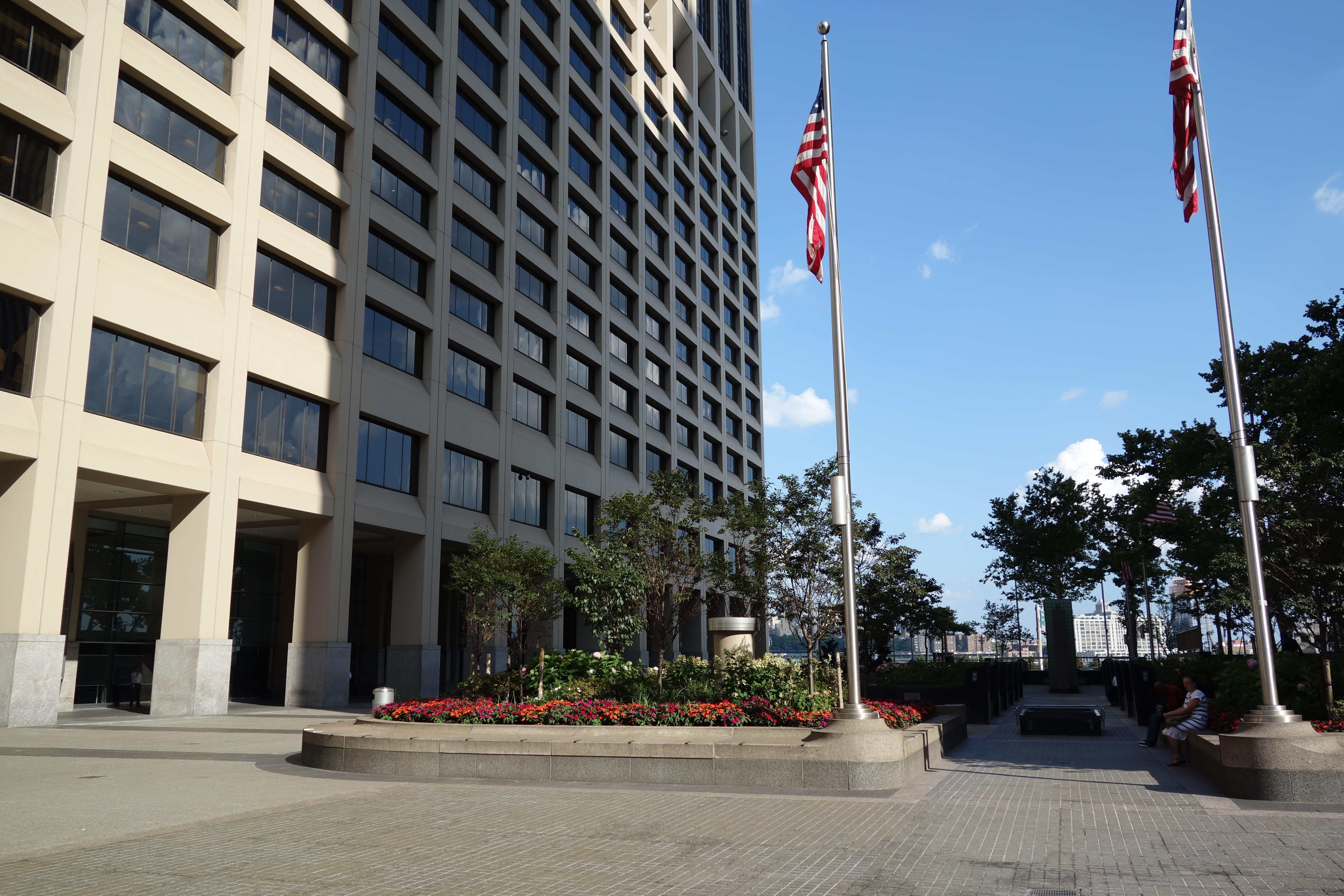
Eingang an der Water Street

Vietnam Veterans Plaza ist ein trapezförmiger Platz zwischen der Water Street und South Street, gelegen am East River an der Südspitze der Insel Manhattan. Der Platz war zuvor ein Teil der Straße Coenties Slip. Begrenzt wird die Plaza von den Wolkenkratzern 125 Broad Street im Südwesten und 55 Water Street im Nordosten. Zwischen der Plaza und dem East River verläuft der Parkway FDR Drive.

## Geschichte
Der heute Platz war Teil eines Geländes, das ab dem 17. Jahrhundert holländische Seeleute als Schiffslandeplatz nutzten. Das Gelände wurde 1835 aufgefüllt und 1884 zum „Jeannette Park“ umgestaltet. Der Park war dem Erkundungsschiff USS Jeannette und der „Jeannette-Expedition“ gewidmet, die von 1879 bis 1881 eine Forschungsreise in die Arktis unternahm. Das Schiff war mit seiner 33-köpfigen Besatzung zwei Jahre im Packeis gefangen und sank schließlich vom Eis zerquetscht. Nur 13 Seeleute konnten gerettet werden.
Mitte des 20. Jahrhunderts hatte der Stadtplaner Robert Moses den Park mit einer Reihe Sportplätzen versehen, die alle um einen tränenförmigen Asphaltplatz mit einem Fahnenmast herum angeordnet waren. Im Zuge des Baus des benachbarten Wolkenkratzers 55 Water Street im Jahr 1971 wurde das Grundstück neugestaltet und mit Amphitheater und Brunnen ergänzt. Der Platz war ähnlich wie die benachbarte Parkanlage Elevated Acre vor deren Umgestaltung mit roten Ziegeln gepflastert.
1983 plante die „New York City Vietnam Veterans Memorial Commission“, den Jeannette Park zu einer Gedenkstätte für Veteranen des Vietnamkriegs umzubauen. Den Entwurfswettbewerb gewannen die Architekten Peter Wormser und William Fellows sowie der Schriftsteller Joseph Ferrandino. Am 20. Juli 1983 wurde der Park offiziell in „Vietnam Veterans Plaza“ umbenannt und nach seiner Fertigstellung am 6. Mai 1985 vom damaligen Bürgermeister Edward I. Koch eingeweiht. Die Vietnam Veterans Plaza ehrt die 1741 Bürger der Stadt, die während des Vietnamkrieges starben sowie die 250.000 Männer und Frauen, die zwischen 1964 und 1975 dienten. Der Gedenkort erhält unter anderem eine Gedenkmauer aus grünen Glasblöcken, auf der Worte und Gefühle von Gefallenen verewigt sind, die in Auszügen aus ihren Briefen stammen.
Am 9. November 2001 wurde die Plaza nach einer Restaurierung im Wert von sieben Millionen US-Dollar wiedereröffnet. Ein neuer zeremonieller Eingang wurde hinzugefügt, der den Zugang von der Water Street zur South Street und einem Brunnen aus schwarzem Granit in der Mitte ermöglicht. Der „Walk of Honor“ enthält 12 polierte Stelen aus Granit mit den Namen aller 1741 Gefallenen.